# كيفن كير (كاتب)
كيفن كير هو كاتب كندي، ولد في 1968.